# Nothoceros renzagliensis
Nothoceros renzagliensis là một loài rêu trong họ Anthocerotaceae. Loài này được J. C. Villarreal, Campos, Laura V., J. Uribe M. & Goffinet mô tả khoa học đầu tiên năm 2012.